# Baghran (distrikt)
Baghran är ett distrikt i Afghanistan. Det ligger i provinsen Helmand, i den centrala delen av landet, 400 kilometer väster om huvudstaden Kabul. Administrativ huvudort är Baghran.
Distriktet beräknades år 2022 ha cirka 115 000 invånare.